# 大御和神社
大御和神社（おおみわじんじゃ）は、徳島県徳島市国府町府中に鎮座する神社である。地元の人から府中宮（こうのみや）の呼び名で親しまれている。

## 歴史
創祀年代は不詳である。一説に大和国三輪神社から勧請されたと伝わる。『延喜式神名帳』に記載された式内社である。
往古は印鑰（いんやく）大明神と称し、阿波国総社であったとも言われ、一般に「府中宮（こうのみや）」と呼ばれる。明治5年（1872年）に郷社に列し、昭和11年（1936年）に県社に昇格した。
ただし、「阿波名勝案内 訂正再版」には国司の印鑰云々の由緒は捏造であり、実際は弁財天十五童子の第一「印鑰童子」に由来する。と記されている。 

## 祭神
- 大己貴神

## 神紋
- 鍵の立合

## 末社
- 境内社に江之島神社、若宮神社、稲荷神社があり、飛び地境内社として4神社を所管する。

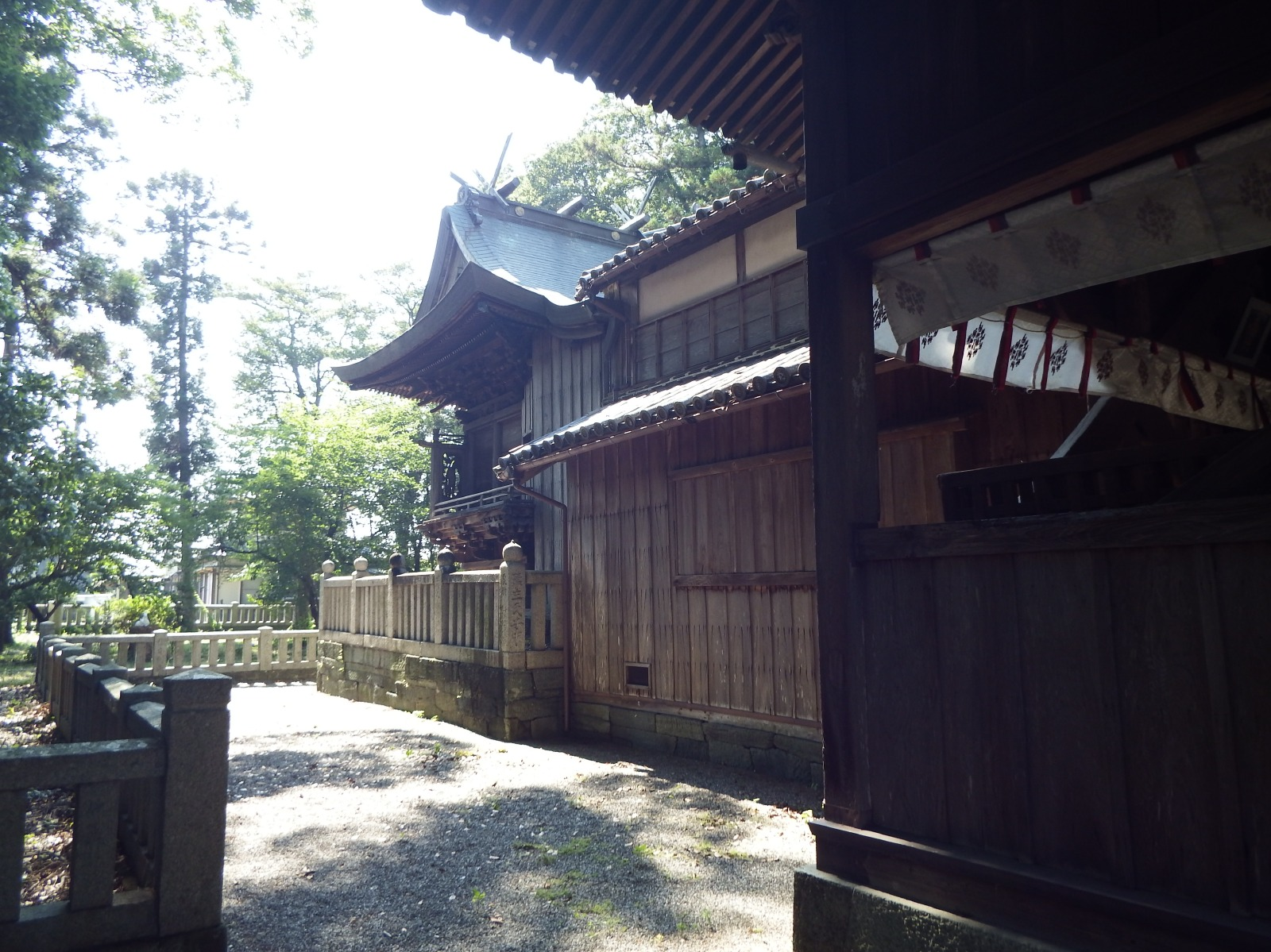
本殿
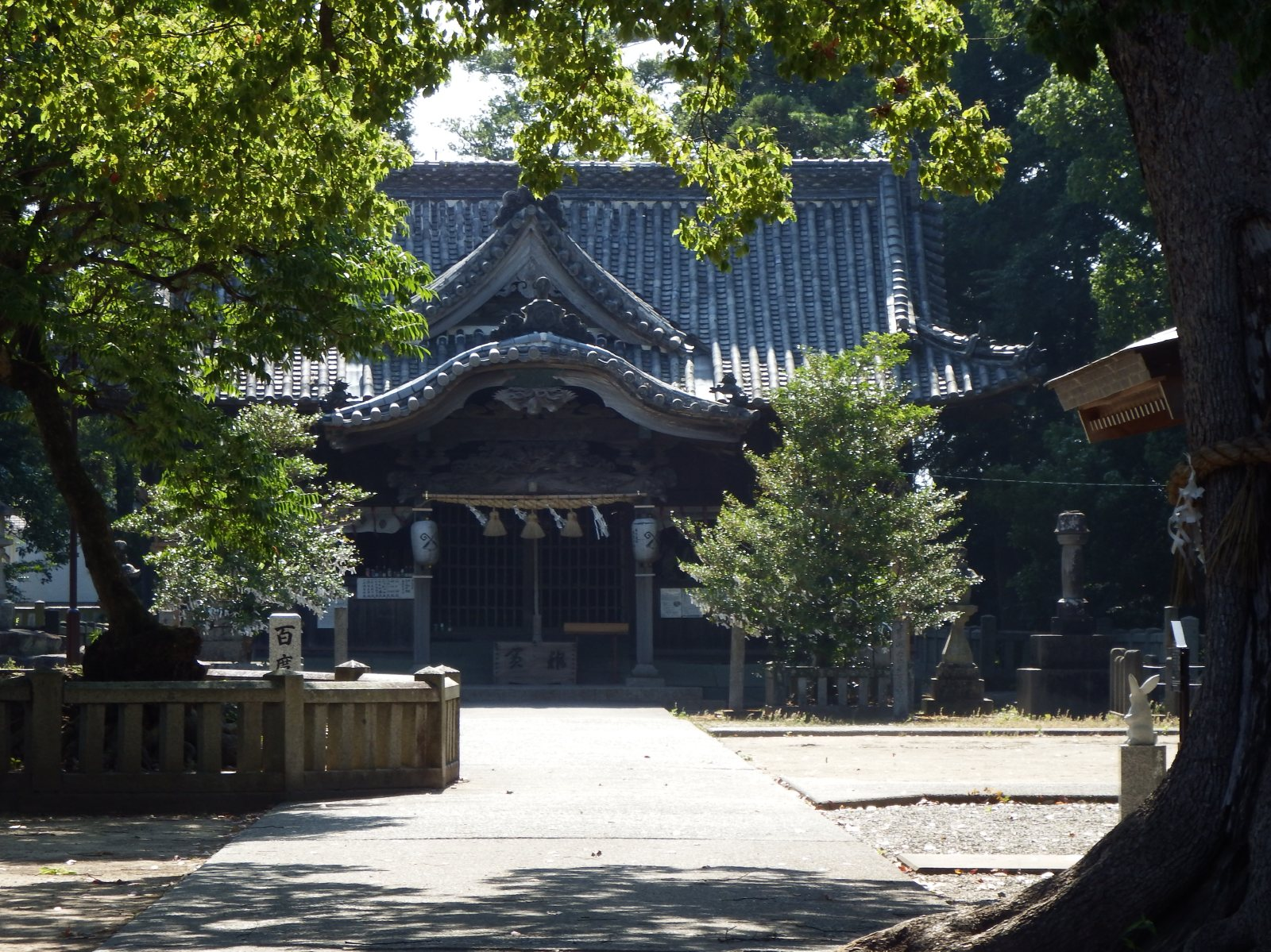
拝殿
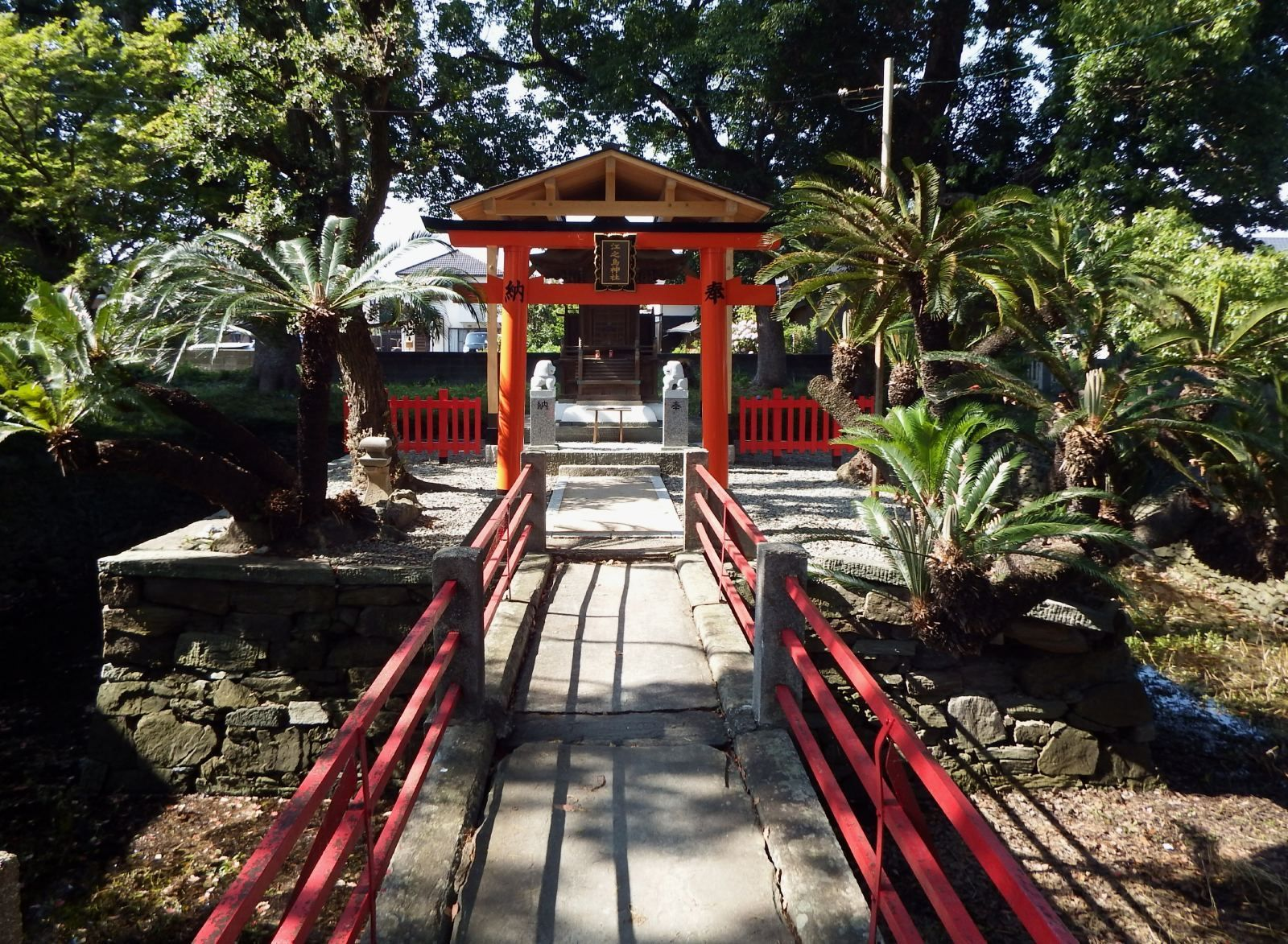
江之島神社
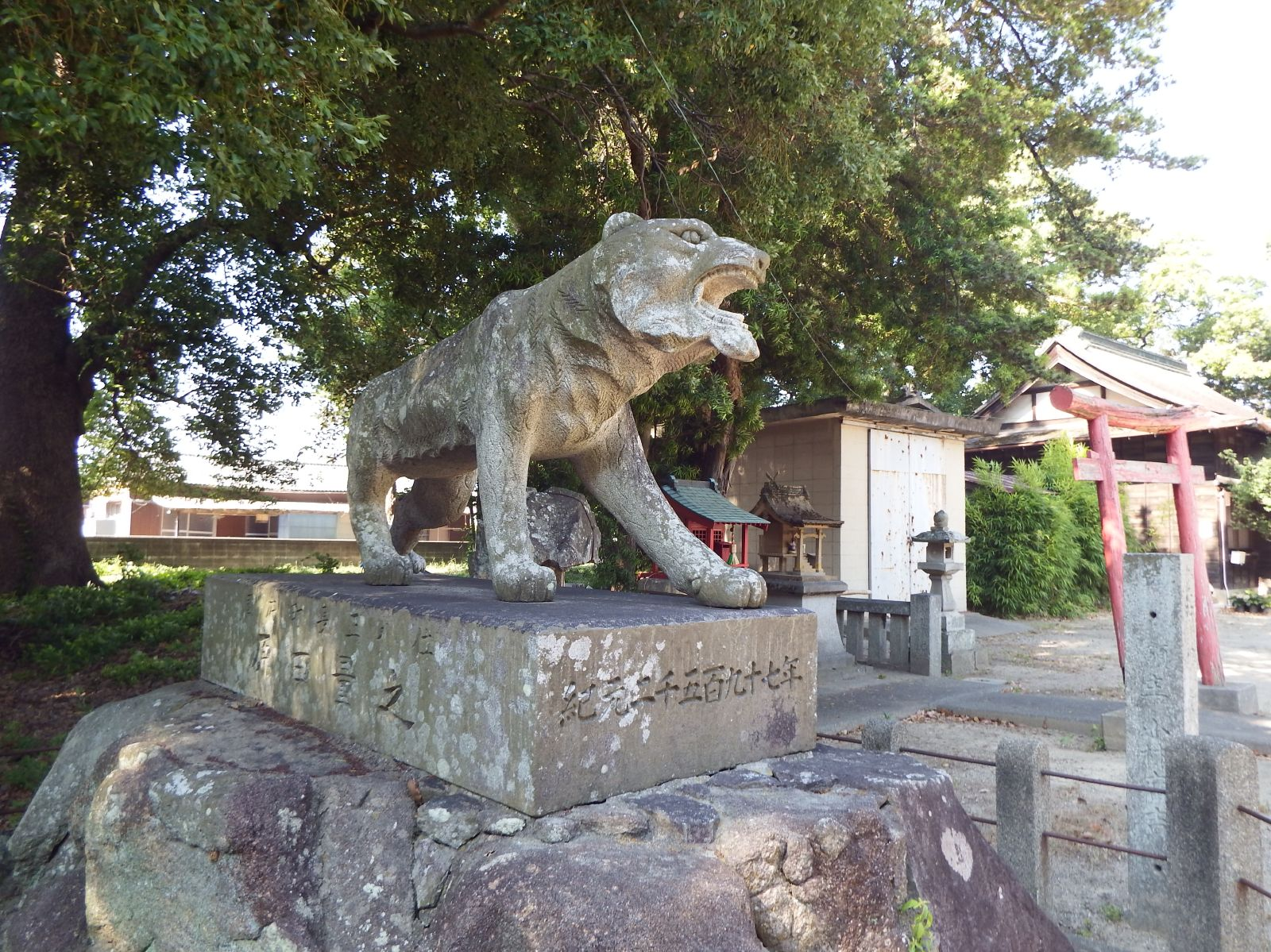